# Saint-Valery
Saint-Valery ist eine französische Gemeinde mit 54 Einwohnern (Stand 1. Januar 2022) im Département Oise in der Region Hauts-de-France. Die Gemeinde liegt im Arrondissement Beauvais und ist Teil der Communauté de communes de la Picardie Verte und des Kantons Grandvilliers.

## Geographie
Die Gemeinde liegt rund fünf Kilometer südlich von Aumale zwischen dem Oberlauf der Bresle und einem kleinen linken, namenlosen Zufluss an der Grenze zum Département Seine-Maritime. Zu Saint-Valery gehört der Weiler Hardonseille.

## Einwohner
| 1962 | 1968 | 1975 | 1982 | 1990 | 1999 | 2006 | 2011 |
| ---- | ---- | ---- | ---- | ---- | ---- | ---- | ---- |
| 59   | 50   | 61   | 69   | 58   | 39   | 53   | 62   |

## Verwaltung
Bürgermeister (maire) ist seit 2001 Olivier Genty.

## Söhne- und Töchter der Stadt
- Camille Poiré (1902–1946), Autorennfahrer